# De eso no se habla
De eso no se habla es una película argentina de 1993 que se estrenó el 20 de mayo de ese año. Dirigida por María Luisa Bemberg. Protagonizada por el primer actor Marcello Mastroianni. Coprotagonizada por Luisina Brando, Betiana Blum, Roberto Carnaghi, Alberto Segado, Jorge Luz, Mónica Villa, Juan Manuel Tenuta, Tina Serrano y Jorge Ochoa. También contó con la actuación especial de Fito Páez y la presentación de Alejandra Podestá.

## Sinopsis

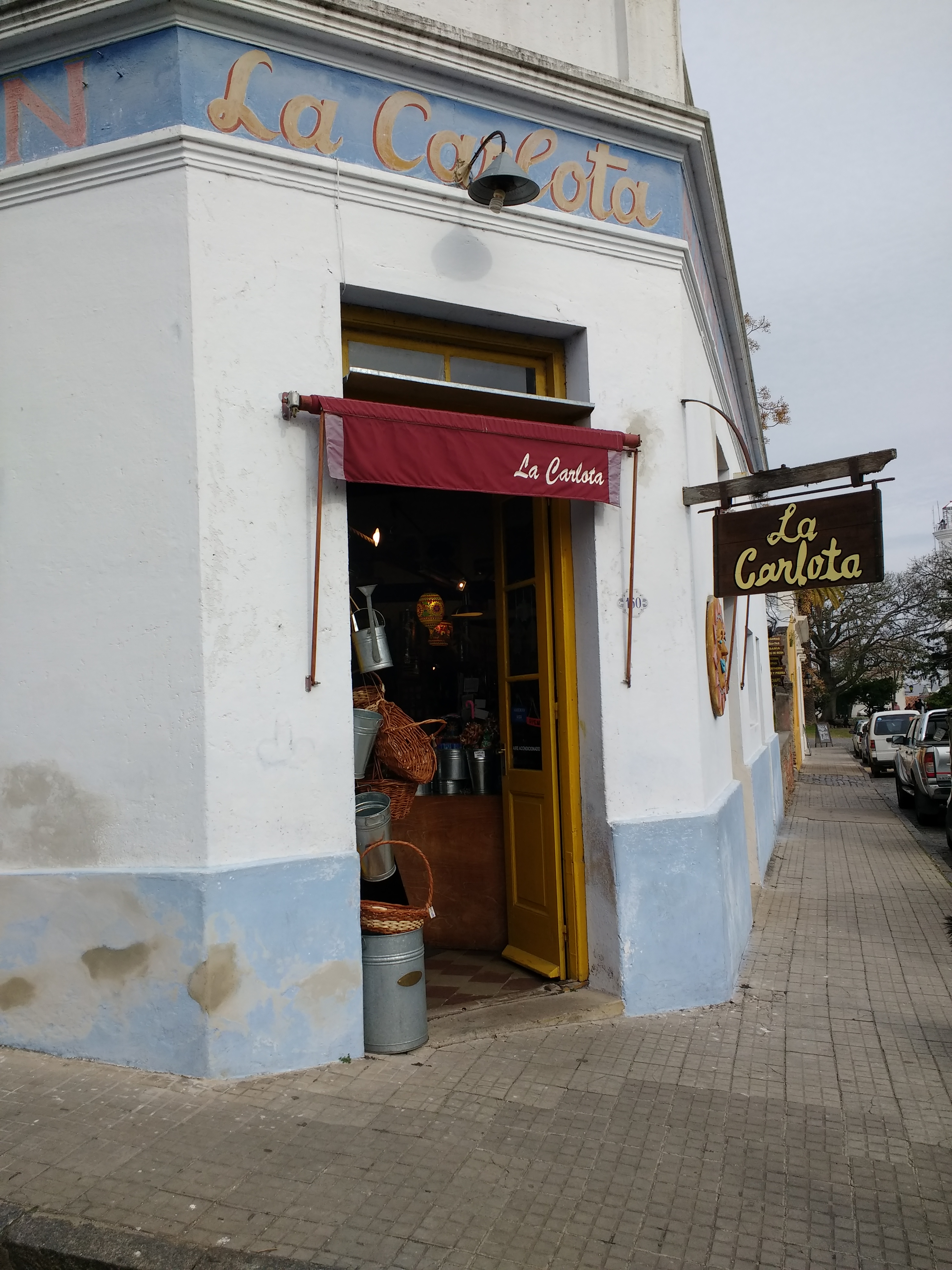
El almacén "La Carlota", en donde se desarrolla parte de la trama de la película, se levanta en una esquina de Colonia del Sacramento.

Basada en un cuento de Julio Llinás, la película trata sobre los oscuros padecimientos de la protagonista, una viuda temperamental que es desplazada de su camino por su hija, una mujer diferente del resto, que padece enanismo, y es extraña y melancólica. Está ambientada en los años treinta, antes del surgimiento del psicoanálisis y la televisión, en San José de los Altares, un pequeño y próspero pueblo, pero deprimido por la desolación y víctima de su mediocridad. Para recrear el ambiente se eligió la parte del casco antiguo de la ciudad de Colonia del Sacramento, en Uruguay.

## Reparto
- Marcello Mastroianni - Ludovico D'Andrea
- Luisina Brando - Leonor
- Alejandra Podestá - Charlotte
  - Micaela Rosa - Charlotte niña
- Jorge Luz - alcalde
- Mónica Villa - Sra. Zamudio
- Betiana Blum - madama
- Roberto Carnaghi - Padre Aurelio
- Alberto Segado - Dr. Blanes
- Mónica Lacoste - Sra. Blanes
- Tina Serrano - viuda Schmidt
- Juan Manuel Tenuta - jefe de policía
- Verónica Llinás - Myrna
- Susana Cortínez - Sra. Peralta
- Jorge Ochoa - Sr. Peralta
- Martin Kalwill - empleado del alcalde
- Walter Marín - Mojame
  - Miguel Serebrenik - Mojame niño
- María Cecilla Miserere - Romilda
- Hernán Muñoa - Celestino
- Jean Pierre Reguerraz - Sr. Roussineau
- Fito Páez - músico
- Jorge Baza de Candia - Sr. Zamudio
- Nene Real - Celina
- Guillermo Marín - Sarrasani
- Marta López Lecube - Gladys
- Olga Linares - mucama
- Esther Testa - sacristana
- Luis Riquelme - acróbata
- Marcelo Galarza - acróbata
- Ricardo Aldao Rodríguez - acróbata
- Miguel Fontes - acróbata
- Cristián Medrano - paisano
- Osvaldo Cappai - paisano
- Juan Carlos Rodríguez - paisano
- Gustavo Dinerstein - músico en la boda
- Manuel Miranda - músico en la boda
- Víctor Dragún - músico en la boda
- Marcelo Yeyati - músico de circo
- Teumo Gómez - músico de circo
- Ricardo Tereiro - músico de circo
- Juan Carlos Tordo - músico de circo
- Pablo Algañaraz - músico de circo
- Alfredo Alcón - narrador